# Mansuè
Mansuè är en ort och kommun i provinsen Treviso i regionen Veneto i Italien. Kommunen hade 5 064 invånare (2018).